# 2015 في النرويج
فيما يلي قوائم الأحداث التي وقعت خلال عام 2015 في النرويج.

## رياضة
- 24 مايو – طواف النرويج 2015 الفائزون Vegard Robinson Bugge [الإنجليزية]‏، 2015 Cult Energy Pro Cycling season [الإنجليزية]‏، يسبر هانسن (دراج)، إيدفالد بواسون هاغن، ألكسندر كريستوف، أودد كريستيان إيكينغ، ديفيد لوبيز.
- 31 مايو – طواف ديف يغد 2015 الفائزون سورين كراغ أندرسن، ماركو هالر، ميخائيل اولسون، كاجا رورال-سيغوروس 2015 [الإنجليزية]‏، Amets Txurruka [الإنجليزية]‏، ألكسندر كريستوف.
- 16 أغسطس – سباق النرويج 2015 الفائزون رين تاراما، بي إم سي راسينغ 2015 [الإنجليزية]‏، سيلفان ديلير، النر زكرين، أوقست جنسن، ألكسندر كريستوف.

## أفلام
من الأفلام التي صدرت هذه السنة في النرويج:
- 28 أغسطس – الموج من إخراج راور أوتوغ.

## برامج ومسلسلات وأنمي
- عار

## موسيقى

### أغاني
من الأغاني التي صدرت هذه السنة في النرويج:
- 1 يناير – ستاي من غناء كايغو.
- 23 مارس – ستول ذا شو من غناء كايغو.

## وفيات

### أغسطس
- 25 أغسطس – فرانسيس سيريستاد (مواليد 1936) مؤرخ نرويجي.